# Eufrônio de Augustoduno
Eufrônio de Augustoduno (em latim: Euphronius Augustodunensis) foi um clérigo romano católico do século V, ativo na Gália. Em 460, foi nomeado bispo de Augustoduno (atual Autun, na França), no território da antiga província imperial de Lugdunense I, que à época pertencia ao Reino Burgúndio. Sabe-se que foi um dos bispos mais proeminentes da Gália ao longo do século V e que era amigo de Lupo de Troyes, a quem enviou uma carta que sobreviveu. É celebrado como santo pela Igreja Católica e seu dia é 3 de agosto.